# La Mare de Déu de la Divina Providència del Serrà
La Mare de Déu de la Divina Providència del Serrà és la capella del mas del Serrà, del terme municipal de Sant Quirze Safaja, a la comarca del Moianès.
És a l'est-sud-est del terme municipal, al nord-oest de Sant Miquel del Fai. És 600 metres al nord-oest de la masia a la qual pertany, al costat de llevant del Collet de la Creu del Serrà, al punt quilomètric 6,4 de la carretera C-1413b.
És una petita capella d'una sola nau, construïda a finals de l'edat moderna, restaurada i condicionada recentment, que compta amb dos orgues i un espai apte per a 50 persones que ha estat habilitat com a indret de repòs i reflexió, apte per a petits concerts i altres actes de petit format.